# Ballina Stephenites GAA
Il Ballina Stephenites GAA (Stiofánaigh Béil an Átha in gaelico irlandese) è un club di sport gaelici irlandese con sede nella cittadina di Ballina, nella Contea di Mayo.

## Storia
Fondato nel 1886, è membro della Mayo GAA. Allestisce squadre di calcio gaelico (maschile e femminile). Una squadra similare che condivide campo, colori e parte del nome organizza squadre di hurling.
Gli Stephenites sono la squadra più titolata del Mayo per numero di trofei vinti: conduce la classifica di trofei di contea, ben 36 contro i "soli" 29 dell'altra potenza della contea, i Castlebar Mitchels e può vantare un prestigioso All-Ireland Senior Club Football Championship conseguito nella stagione 2004-2005 contro Portlaoise: l'unica squadra del Mayo ad aver riuscito nell'impresa era stata in precedenza il Crossmolina Deel Rovers nel 2001. In bacheca sono presenti anche tre titoli provinciali conseguiti nel 1998, 2004, 2007. A livello provinciale gli Stephenites sono eguagliati da Crossmolina (sempre 3 titoli) e superati dai Mitchels (4), ma complessivamente vantano, considerando ogni trofeo principale Senior,  40 successi.
La squadra gioca le proprie partite nell'impianto James Stephens Park di Ballina in tenuta rosso-verde come la propria contea.

## Albo d'oro
- Mayo Senior Football Championships: 36
  - 1889, 1904, 1905, 1906, 1907, 1908, 1909, 1910, 1911, 1912, 1913, 1914, 1915, 1916, 1918, 1920, 1924, 1925, 1926, 1927, 1928, 1929, 1933, 1935, 1938, 1940, 1943, 1947, 1955, 1966, 1985, 1987, 1998, 2003, 2004, 2007
- Connacht Senior Club Football Championship: 3
  - 1998, 2004, 2007[1]
- All-Ireland Senior Club Football Championship: 1
  - 2004/05[2]